# عبد الله الجمحي
عبد الله علي سالم الجمحي (مواليد 1 أكتوبر 1991) لاعب كرة قدم إماراتي يجيد اللعب كلاعب وسط . 
لعب سابقاً في نادي عجمان ونادي الشباب ونادي الوحدة ونادي اتحاد كلباء ونادي الشعب .

## روابط خارجية
- عبد الله الجمحي على موقع قاعدة بيانات كرة القدم.إي يو (الإنجليزية)
- عبد الله الجمحي على موقع Soccerway.com (الإنجليزية)

عبد الله الجمحي